# Hogsback (Südafrika)
Hogsback ist eine Ortschaft und ein Bergkamm innerhalb der Amathole-Berge in Südafrika. Die Waldsiedlung ist Teil der Local Municipality Raymond Mhlaba im Distrikt Amathole und befindet sich in der südafrikanischen Provinz Ostkap.

## Geographische Lage
Die Ortschaft Hogsback liegt in einer Berglandschaft 30 Kilometer nördlich des kleinen Ortes und Verwaltungssitzes Alice. Die höchsten Einzelerhebungen dieses Berglandes sind Gaika’s Kop (1963 m) und Hog One (1937 m). Im Nordwesten liegt die markante und isolierte Erhebung des Elandsbergs (2016 m). Hogsback selbst liegt auf einer Höhe von 1347 Metern über dem Meeresspiegel. Die nächstgelegenen größeren Siedlungen sind im Norden Cathcart, im Südwesten Fort Beaufort und im Südosten King William’s Town.
Am Nordostrand von Hogsback ermöglicht die Erhebung Tor Doone (1564,9 m) mit ihrem Aussichtsturm einen weiten Blick auf die Ortslage.

## Bevölkerung und Beschäftigungssituation
In Hogsback leben Familien von schwarz- und weißafrikanischer Herkunft sowie Einwanderer aus zahlreichen europäischen Staaten. Die Zahl der Bewohner in der Gemeinde beläuft sich nach der Volkszählung von 2011 auf etwa 1029 Personen.
Die anglikanische Gemeinde St. Patrick on the Hill der Diözese Grahamstown verfügt über ein kleines Kirchengebäude im oberen Teil der Ortschaft, das man 1935 errichtete und weiteren Religionsgemeinschaften zur Verfügung steht.
Die schwarze Bevölkerung gehört mehrheitlich dem Xhosa-Volk an. Die Xhosa sind überwiegend in der Forstwirtschaft, im Dienstleistungsbereich und in touristischen Einrichtungen beschäftigt. Aus den Xhosa-Siedlungen der tiefer gelegenen Landschaft (Tyhume-Tal) zwischen Hogsback und Alice pendeln täglich weitere Beschäftigte ein. Die weiße Bevölkerung ist teilweise überregional unternehmerisch tätig. Ein anderer Anteil betreibt im Hogsbackgebiet touristische Unternehmen oder versorgt die Region mit Gartenprodukten. Darüber hinaus leben hier zahlreiche Personen im Pensionsalter.
Die hier mit einem Betriebsteil vertretene Amathole Forestry Company betreibt Forstwirtschaft in den höher gelegenen Landschaftsarealen. Es wird in großem Umfang aufgeforstet und auf diese Weise das Wasserrückhaltevermögen der Landschaft erhöht. Sie ist der größte Arbeitgeber dieser Region.

Die Hotelunternehmen gehören zu den wichtigsten Arbeitgebern. Die Unterkünfte sind teilweise im Cottage-Stil errichtet worden und erinnern teilweise an traditionelle Bauweisen.
Zwischen beiden Bevölkerungsgruppen zeigen sich deutliche Differenzierungen in der Einkommenssituation.

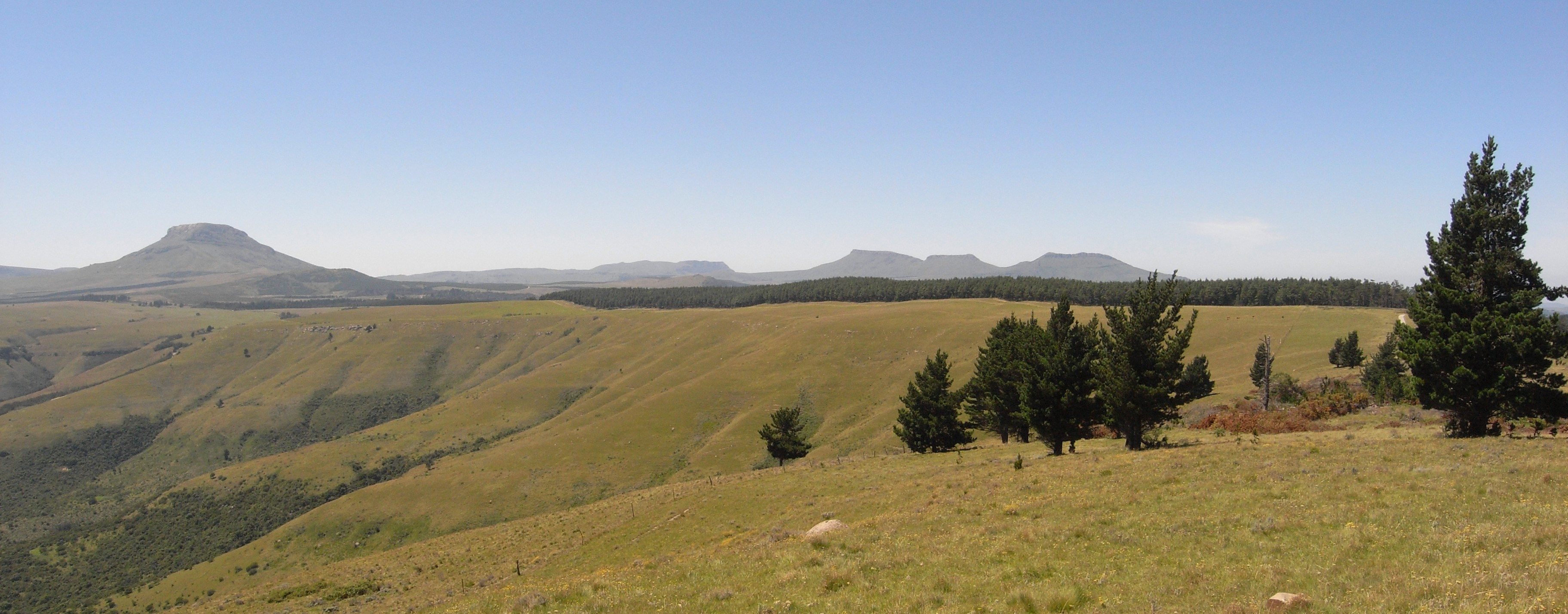
Fernsicht in den hochgelegenen grasslands (Gaika’s Kop, Hogsback-Berge)

## Geschichte
Im Hochland nördlich von Hogsback findet man alte Felsmalereien von den San. Durch die Entwicklung afrikanischer Farmen und englischer Kolonialstrukturen kamen Menschen der Volksgruppe von den Xhosa als Sklaven und später Farmarbeiter in das Gebiet. Die wenigen San-Gruppen wurden vertrieben, vernichtet oder assimiliert.

Felszeichnungen der Bushman-Kultur in den grasslands nördlich von Hogsback

In den kriegerischen Auseinandersetzungen um 1852 bekämpften britische Truppen die Xhosa in den Amathole-Bergen mit wechselndem Erfolg. Schließlich verdrängte man die Xhosa und errichtete in der Region zur Sicherung der britischen Herrschaft viele kleine Forts. Im Jahre 1857 starben 50.000 Xhosa an Hunger und weitere verließen die Region. Aufgrund einer verhängnisvollen Prophezeiung töteten sie ihr Vieh und vernichteten die Ernte. Ein erneuter Aufstand gegen die britischen Kolonisatoren unterblieb auf diese Weise und wurde nie wieder versucht. Damit enden die Grenzkonflikte in dieser Region.
In der Folge wanderten Europäer in das weitgehend entvölkerte Land ein. Weiße Familien betrieben hier seit dem 19. Jahrhundert zunehmend Farmwirtschaft und prägten auf diese Weise die neuzeitliche Kultur des Landes.
In den Grenzkriegen des 19. Jahrhunderts spielte die Hogsback-Pass-Straße für den Transport von militärischen Gütern und dem Durchmarsch von Truppen eine wichtige Rolle. Nach dem Anstieg aus dem Tyhume Rivier-Tal war für diesen Zweck ein Rastplatz erforderlich.
Die Waldsiedlung Hogsback liegt an einer alten Verbindungsstraße zwischen dem Agrarland westlich von King William’s Town und dem Farmgebiet im Hochland südlich von Cathcart. Der Hogsback-Pass war für Ochsenfuhrwerke und andere Passanten eine nur unter großen Anstrengungen zu überwindende Höhenstufe. Dazu diente eine Raststation an dem steilen Gebirgsaufstieg, die auch eine Tränkung des Viehs vor dem Betreten des relativ trockenen Graslandes ermöglichte. Farmen sollen nach mündlichen Überlieferungen schon um 1820 in der Region existiert haben.
Als gesichert gilt, dass im Jahr 1883 eine Raststation mit Unterkünften, Waschgelegenheiten und Pferdeausspanne an der alten Straße existierte. Das Hotel Hogsback Inn verfügt über einige alte Fotografien aus jener Zeit, deren historischen Gebäude heute noch im vorhandenen Komplex eingebunden sind. Es markiert die Stelle des alten Rastplatzes.

## Name
Der Ursprung des Namens Hogsback wird heute mit der Form der markanten Berge (Hogsback Mountains) begründet. Eine felsige Steilkante, der Abbruch frei stehenden Intrusivgesteins, prägt die drei in einer Linie liegenden Erhebungen. Die senkrechte Zerklüftung und leichte Krümmung der Horizontlinie lässt diese drei Berge wie den mit Borsten bewachsene Rücken von Schweinen aussehen.

## Geologie

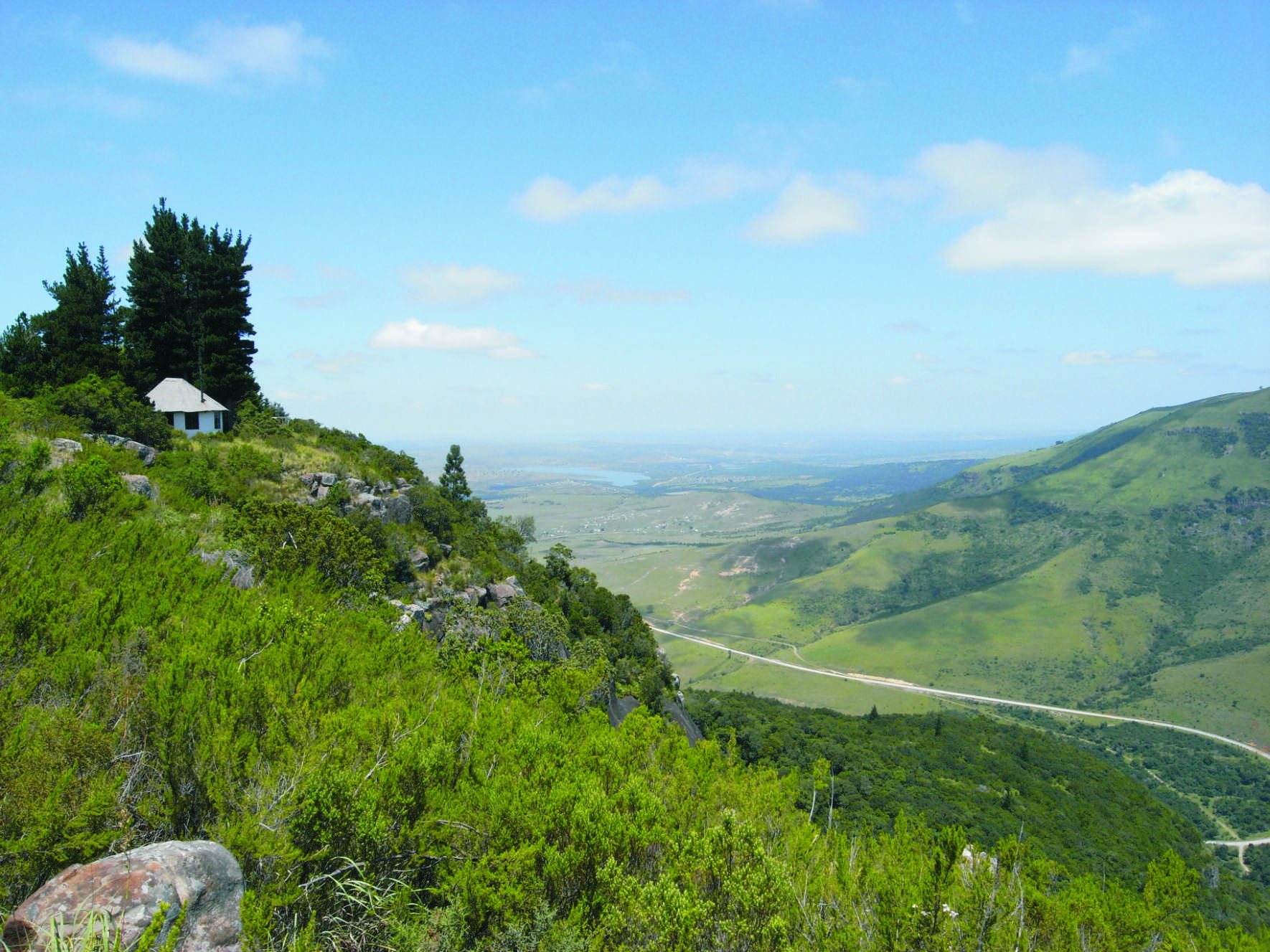
Blick von The Edge ins Tyhume-Tal

Vulkanische Vorgänge sind für die Entstehung der Hogsback-Berge verantwortlich. Die Region um Hogsback und die gesamten Erhebungen der Amathole-Berge sind Teil des Karoo-Hauptbeckens und erhalten ihre Prägung von den Sedimentschichten der Beaufort-Gruppe (vorwiegend Sandstein der Balfour-Formation und Mudstone), deren Bildung im oberen Perm vor rund 255 Millionen Jahren überwiegend abgeschlossen war. Die feinkörnigen Sandsteine weisen eine hohe Dichte, quarzitischen Charakter und eine ausgeprägte Bänderstruktur auf. Ihre Farbe ist grau bis hellbeige in verschiedenen Abstufungen, manchmal in Kombination mit rostbraunen Strukturen.
In den höher liegenden grasslands sind Sandsteine der Katberg-Formation aus der mittleren Trias (rund 240 Millionen Jahre) verbreitet und den bereits erwähnten Perm-Schichten abgelagert.

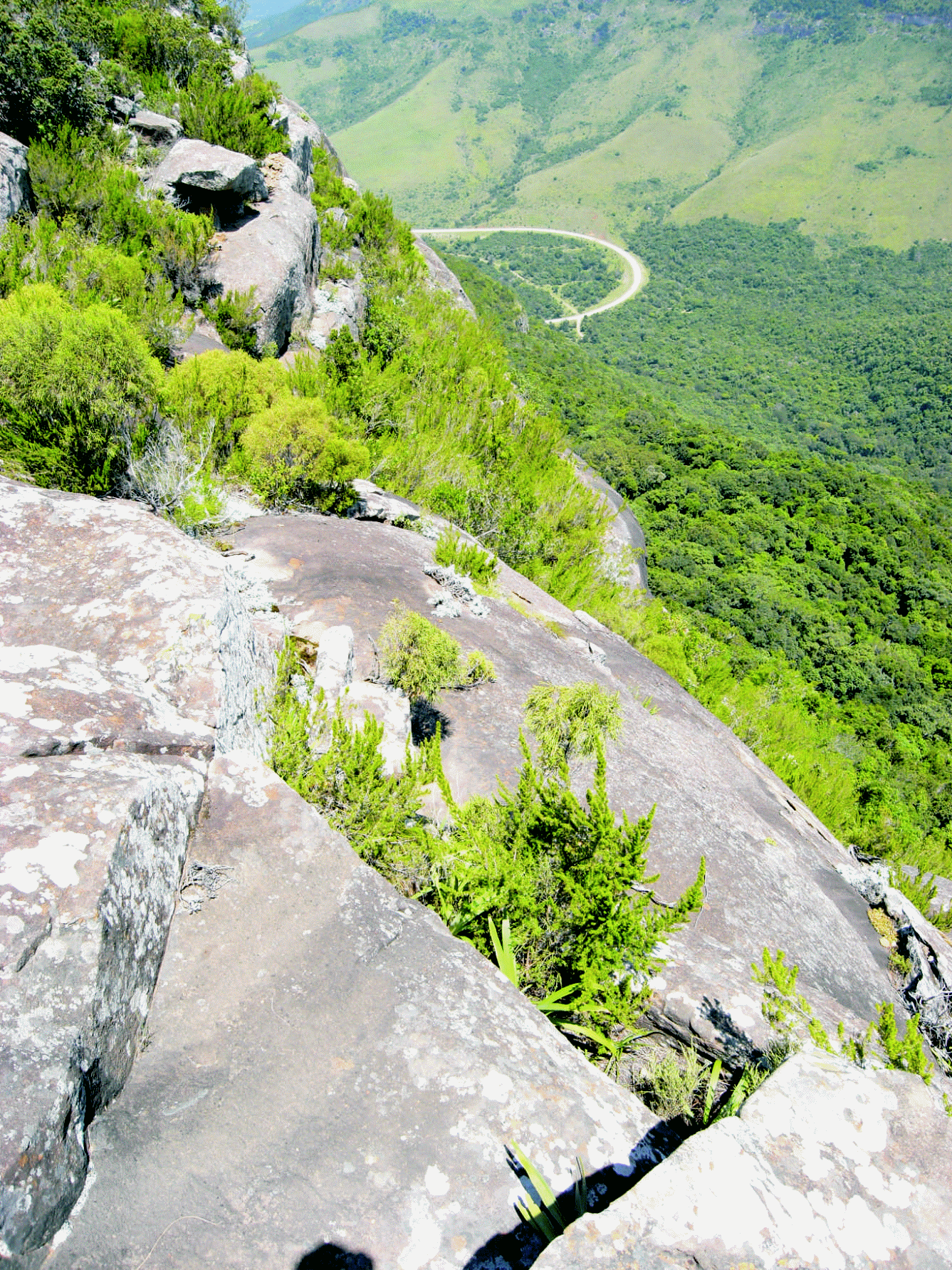
Der versteinerte Abfluss ehemals flüssiger Lava (Flutbasalt) über eine Felskante

Die Sedimentstrukturen der Beaufort-Gruppe verbergen sich meist unter der Vegetation und treten nur an jenen Stellen zu Tage, die durch tiefere Einschnitte der wenigen größeren Wasserläufe geformt wurden. Gelegentlich markieren sie sich als charakteristische Linien des Graslandes in Bereichen latenter oder intensiverer Bodenerosion.

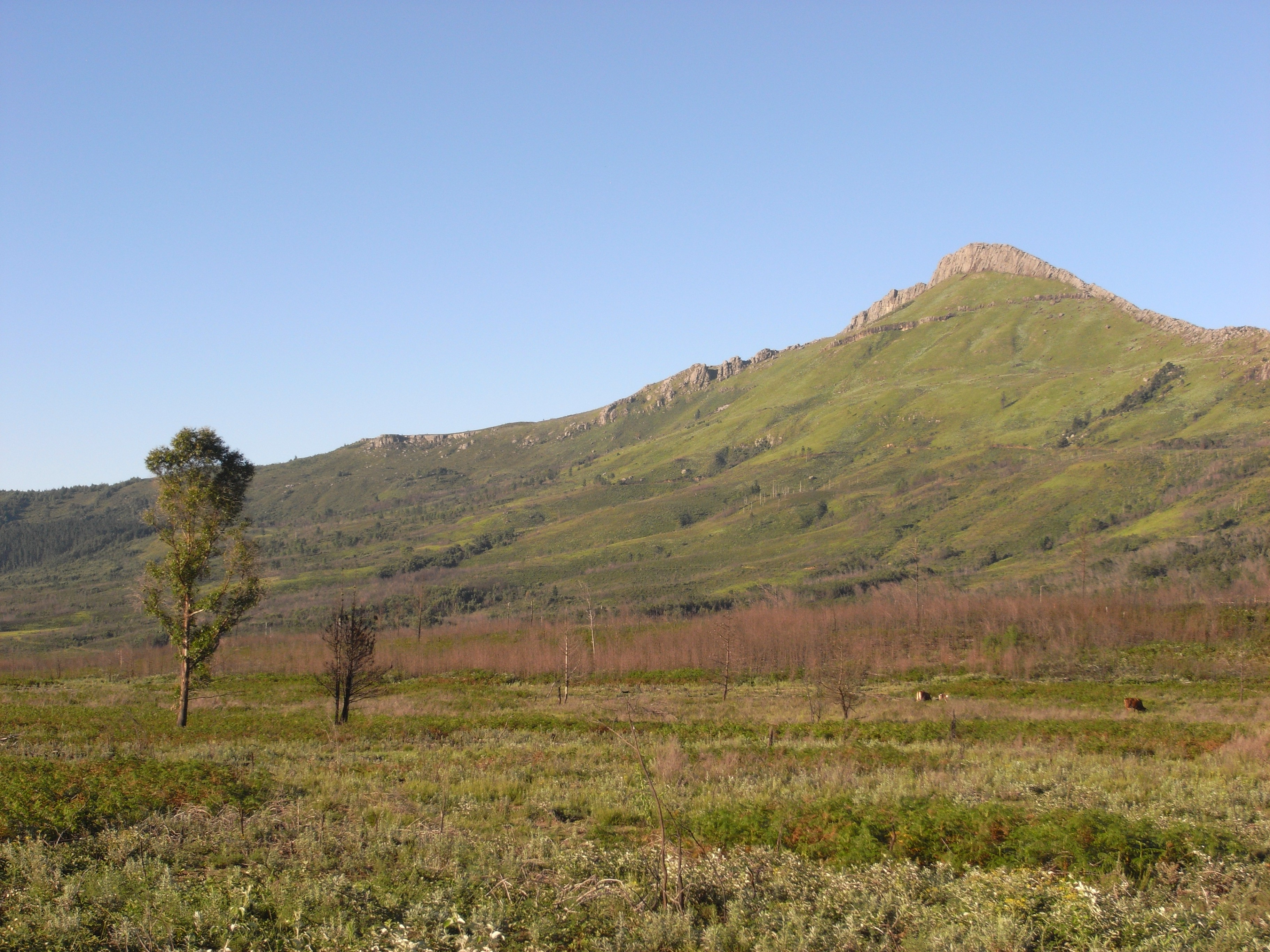
Hog one, das Intrusionsgestein markiert den gebogenen Rücken

Zur Ausbildung des Gebirgsreliefs in den Amathole-Bergen kam es durch verbreitete vulkanische und subvulkanische Aktivitäten vor etwa 140 Millionen Jahren, die auf und in den Sedimenten der Beaufort-Gruppe sichtbare Strukturen hinterlassen haben. Langgestreckte Spalten, mit magmatischem Gestein ausgefüllt, durchkreuzen in unregelmäßiger Weise die Landschaft. Dolerite, Laven und gelegentlich stark zersetzte Basalte sind als charakteristische Gesteine der ehemaligen vulkanischen und tektonischen Vorgänge im Gelände zu erkennen. Punktförmige Austritte von magmatischem Gestein haben singuläre Erhebungen, beispielsweise den Berg Gaika’s Kop, geschaffen.

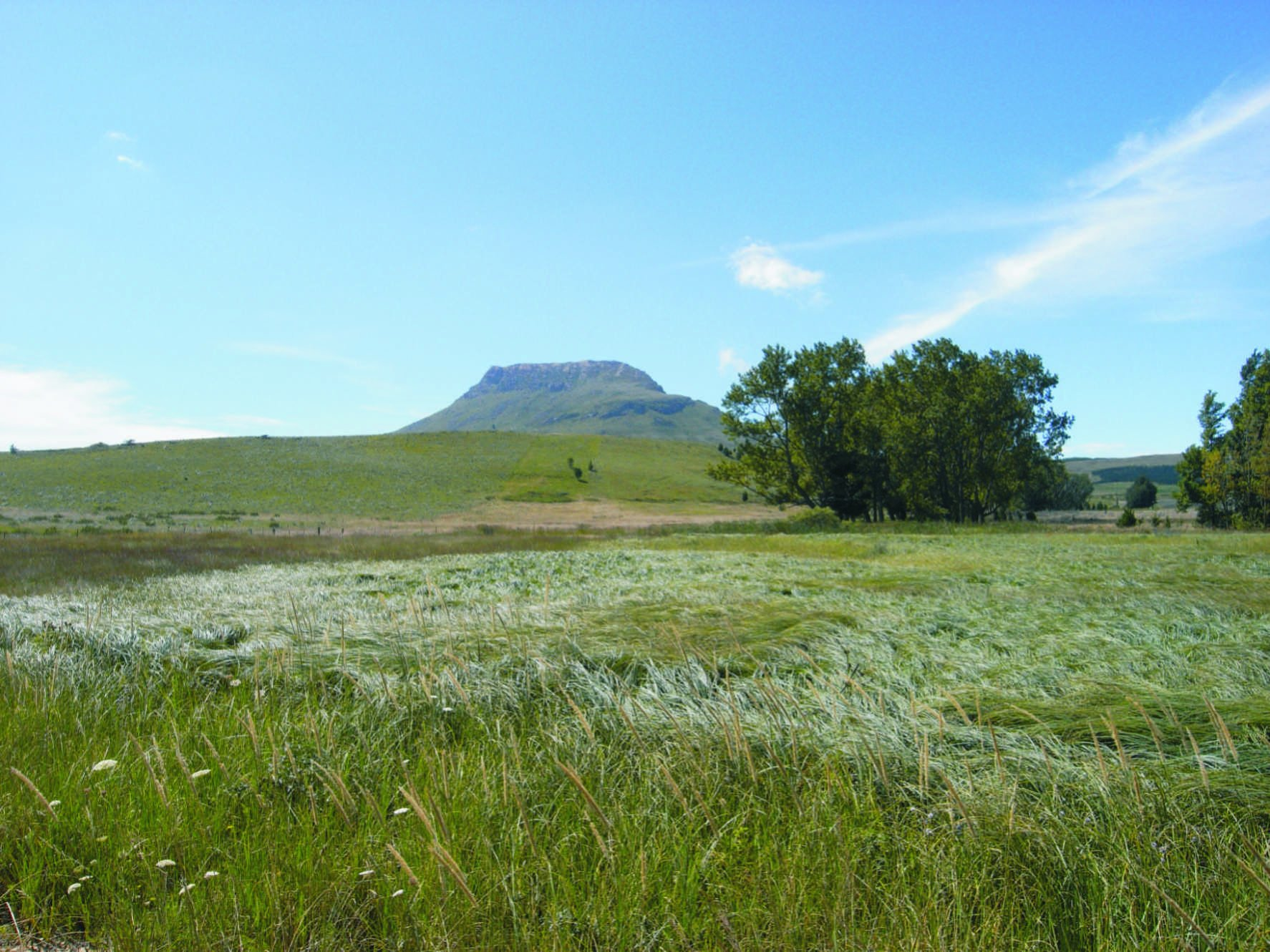
Die dominante Erhebung des Gaika’s Kop entstand durch eine Dolerit-Intrusion. An seiner Nordflanke floss die basaltische Lava herab.

Mehrere Bruchzonen haben im Geländerelief um Hogsback erhebliche Abstufungen verursacht, die an verschiedenen Stellen aus den Waldzonen und dem Grasland sichtbar herausragen und gelegentlich auch horizontale Intrusionszonen teilweise mit erstarrten Lavaausflüssen aufweisen. Von einigen Aussichtspunkten sind markante Felsformationen erkennbar, die ein Zeugnis des Ergusses ehemals flüssiger Laven in die kurzen Spaltentäler darstellen (sehr gut bei dem Anwesen The Edge ausgebildet, bis 400 Meter Steilabfall) und stellenweise viele Gaseinschlüsse enthalten.
Die Geländeabstufungen unterbrechen einige Bachläufe und lassen deren Wasser aus beträchtlicher Höhe herabstürzen (z. B. Swallow Tail Falls, Kettle Spout Fall, Madonna and Child).
Deutlich sichtbar sind die zu beobachtenden Erosionsformen anstehender Gesteine. Die Doleritmassen zeigen an der Oberfläche teilweise ausgeprägte Konturen der sogenannten Wollsack-Formen. In den sie begleitenden Geröllfeldern treten signifikante schalenförmige Abplatzungen als Verwitterungserscheinungen auf.
In den oberflächennahen Bereichen des welligen Hochlandes sind auffällige Grobgerölle aus Doleriten und den Karoo-Sandsteinen eingemischt.

## Naturraum
Die vorwiegend von Wald geprägte Streusiedlung Hogsback erstreckt sich weitläufig auf einer mittleren Höhe von etwa 1.300 Metern ü. NN.
An den zur Ebene abfallenden Hängen der Hogsback-Region und besonders in den tief einschneidenden kurzen Tälern sind noch Teile des ursprünglichen Waldbestandes der Region vorhanden. Diese Waldbestände treten überwiegend fragmentarisch auf und werden von modernen Aufforstungen begleitet. In den höheren Regionen wechselt das Gelände in ein hügeliges Plateau, das von den höchsten Erhebungen (Hog one, Hog two, Hog three, Gaika’s Kop und Menziesberg) eingerahmt ist. Diese Areale bilden ein fast unberührtes Wiesenland, das heute nur in geringem Umfang als Viehweide genutzt wird. Entlang der meisten Wasserläufe erstrecken sich ökologisch wertvolle Feuchtwiesen mit einer spezifischen Pflanzengemeinschaft. Moderne Aufforstungen bringen Koniferen in den Landschaftsraum dieses Hochlandes ein.
Das natürliche Wassersystem um Hogsback einschließlich der benachbarten Gebirgsareale der Amathole Mountains wird in neuerer Zeit intensiv für die Trinkwassergewinnung der Metropolgemeinde Buffalo City genutzt. Dazu dient auch die südlich von Hogsback im Tyhume-Tal erbaute Stauanlage Tyhume Rivier Dam. Die Hauptentwässerung des Hochlandes erfolgt aber in Richtung Norden zur Region Queenstown, in den Groot-Keirivier. Die großflächigen Aufforstungen mit Koniferenbeständen um Hogsback begünstigen das Wasserrückhaltevermögen dieser Landschaft.
Teile der Region um Hogsback stehen heute als Naturpark unter Schutz (Auckland Nature Reserve). Die natürlichen Waldbestände, ihre Schutzwürdigkeit sowie die notwendige öffentliche Wahrnehmung für dieses sensible Ökosystem gaben zur Gründung einer Interessensgruppe, Friends of the Indigenous Forest (FIF), in Hogsback Anlass.

## Sehenswürdigkeiten
Hogsback ist ein beliebtes Urlaubsziel für Bewohner der Küstenstädte East London und Gqeberha. Hauptattraktionen sind die artenreiche Flora, gestaltete Gärten und die beeindruckende Landschaft.
- Der Naturraum

Seltene Orchidee Disa crassicornis

Die Region wird von zahlreichen Feriengästen und Wandertouristen besucht. In den Wäldern und Wiesenarealen (grasslands) leben sehr viele einheimische Blütenpflanzen. Darunter finden sich seltene Bodenpflanzen, wie beispielsweise Disa venusta, Disa lugens, Disa scullyi, Disa tysonii, Schizochilus zeyheri und Eulophia meleagris (alle Orchidaceae), Aloe pratensis (Asphodelaceae) und Dierama pulcherrimum (Iridaceae).
Das Gebiet Auckland Nature Reserve ist zum Schutz von Restbeständen der einheimischen Waldflora angelegt. Wichtige Teile davon befinden sich im kaum zugänglichen Tal zwischen dem Menziesberg und der Flur The Edge in der Ortschaft Hogsback.
- Arboretum

Etwa in der Mitte der Waldsiedlung Hogsback wurde um 1930 ein Arboretum angelegt. Das sich unterhalb des kleinen Wasserfalls 39 Steps Waterfall erstreckende Gelände verfügt über ein angelegtes Wegesystem und viele botanische Pflanzenbeschilderungen. Als besondere Attraktion gelten fünf Exemplare von Redwoods (Sequoia sempervirens) aus Kalifornien von inzwischen beträchtlicher Höhe.
Eine kontinuierliche Unterhaltung des Arboretums war nicht immer möglich. Der Hogsback Garden Club bemüht sich seit Anfang der 1980er Jahre um den Schutz und die Erhaltung dieser Sehenswürdigkeit. Die Hogsback Chamber of Business ist daran beteiligt.
- Hogsback Gardens

Gärten im englischen Stil sind eine besondere Sehenswürdigkeit von Hogsback

Um 1900 benutzten Siedler hauptsächlich aus den Orten Alice, Fort Beaufort und King William’s Town die vegetations- und relativ wasserreiche Höhenstufe nahe der Hogsback-Bergen als Ausflugsziel zur Sommerfrische. Das kühle und gemäßigte Klima ermöglichte Erholung und Entspannung. Das zog auch zunehmend Besucher aus entfernteren Orten wie East London und Grahamstown an, die bestehende Farmareale erwarben und zu ihren Gartengrundstücken ausbauten. Der besondere Wert dieser Gartenanlagen besteht hauptsächlich in den inzwischen sehr alten Baum- und Buschbeständen; vielfach sind es Rhododendron, Azaleen, Magnolien oder Kamelien aus dem asiatischen Raum.
Im heutigen Hogsback versteht sich der 1981 gegründete Hogsback Garden Club dem historisch-gartenbaulichen Erbe besonders verpflichtet. Ziel dieser Vereinigung ist die Förderung aller gärtnerischen Aktivitäten, die dem Erhalt und Ausbau dienen ebenso wie der Kontakt mit auswärtigen Partnern.
Für interessierte Besucher werden auf Voranmeldung Gartenführungen ermöglicht. Als besonders herausragende gartenbauliche Sehenswürdigkeit gelten die Applegarth Gardens, die von dem Süßwaren-Fabrikanten Herbert Wilson aus East London nach 1945 angelegt wurden. Wilson errichtete hier ein Landhaus im schottischen Stil, erbaut aus Sandstein und Basalt der Umgebung. Um dieses Landhaus legte er an dem leicht abfallenden Gelände einen Garten mit einem umfassenden Wegesystem an. Das ehemals größere, heute nur noch 3,9 ha umfassende Gartenareal wurde unter Beteiligung von Gartenbaufachleuten aus Kew Gardens (London) mitgestaltet. Der Altbestand setzt sich überwiegend aus Pflanzensorten nichtafrikanischer Herkunft zusammen. Es finden sich zahlreiche prächtige Rhododendron- und Azaleensorten. In jüngerer Zeit ist der Pflanzenbestand um attraktive einheimische Arten ergänzt worden. Der dichte Pflanzenbestand sichert der einheimischen Fauna, besonders der Vogelwelt, ein Rückzugsgebiet und ermöglicht den Besuchern vielseitige Tierbeobachtungen. Durch den gegenwärtigen Eigentümer ist Applegarth Gardens Mitglied in der Royal Horticultural Society.
In einem Grundstück hat eine ansässige Künstlerin Plastiken aufgestellt, die im Skulpturengarten Ecoshrine öffentlich zugänglich sind.
- Landheim Hobbitton on Hogsback

Das Landheim Hobbiton on Hogsback ermöglicht Schülern aus Südafrika einen abwechslungsreichen Ferienaufenthalt in lehrreicher Naturumgebung.
Diese Einrichtung wurde 1947 durch die militärische Frauenorganisation South African Women’s Aviation Association geschaffen. Sie diente dem Zweck, Kriegswaisen einen Erholungsaufenthalt in interessanter Landschaft zu bieten.
Heute ist das Landheim ein Outdoor Education Center für südafrikanische Schüler, die aus bedürftigen Verhältnissen stammen. Deren Aufenthalt wird durch Spenden und Einnahmen aus dem Aufenthalt zahlender Schulklassen finanziert. Hier arbeiten neben einigen Festangestellten zahlreiche Freiwillige aus dem In- und Ausland.
Für junge Besucher sind besonders die Abenteuerspielplätze, ein anforderungsreicher Kletterturm sowie der in eine verwunschene Waldlandschaft führende Tolkien Way sehens- und erlebenswert.

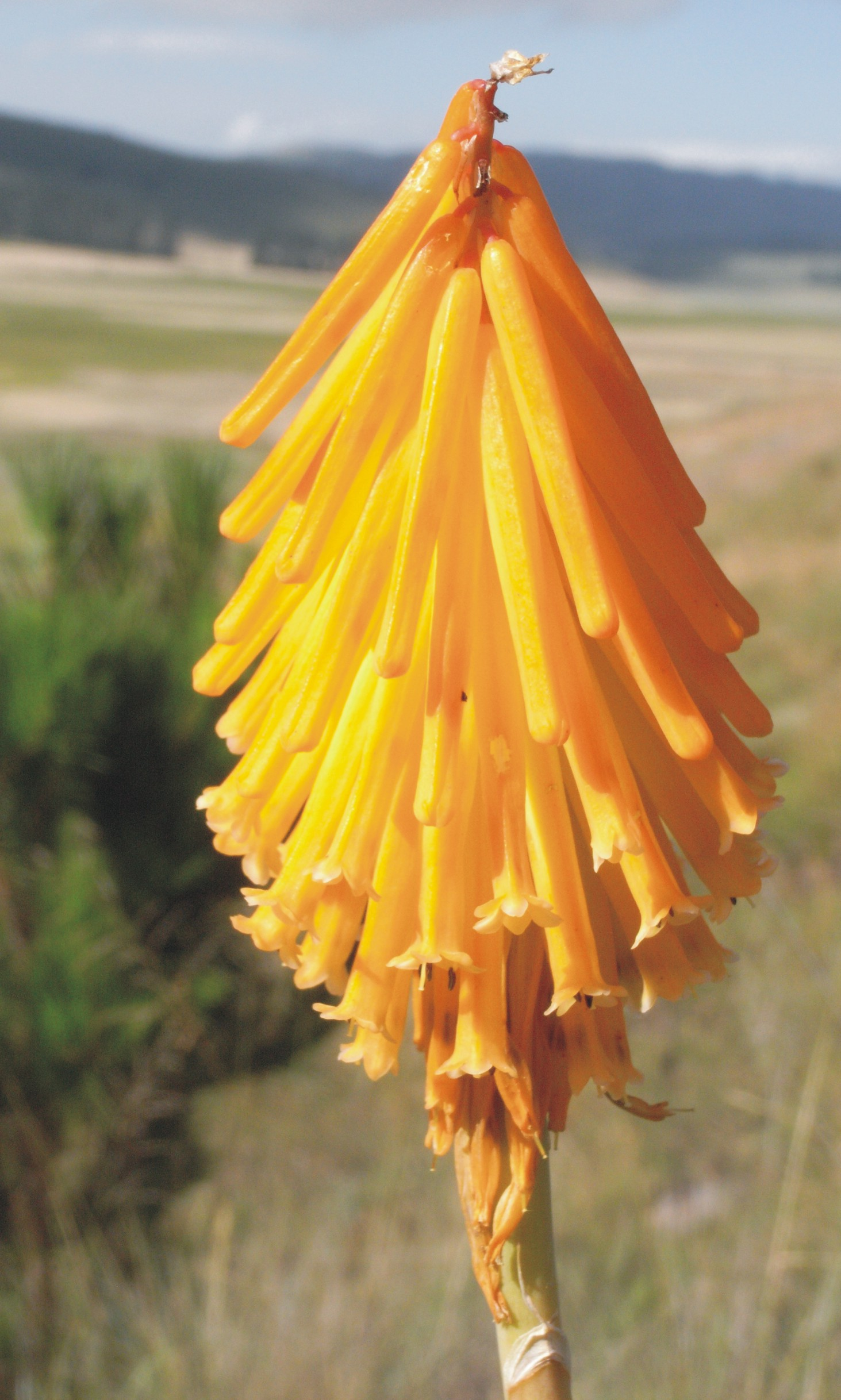
Kniphovia uvaria

Erwähnenswert ist die Lage des Anwesens. Von den am leicht geneigten Hang stehenden Gebäuden hat der Besucher ein ausgezeichnetes Panorama der Hogsback-Region vor sich. Der Blick reicht von dem östlich gelegenen Berg Hog One vorbei an einem hohen Wasserfall zu den bewaldeten Privatgrundstücken im Westen. Bei klarem Wetter kommt ein Fernblick in das Tyhume-Tal hinzu.

## Tourismus
Die Hogsback-Region hat einen verhaltenen Touristenzuspruch. Die Nachfrage entstammt überwiegend aus inländischen Bevölkerungsgruppen. Mit geeigneten Leitsystemen und Publikationen, die den besonderen Naturraum würdigen, wären zusätzliche Tourismuspotentiale erschließbar. Zahlreiche Übernachtungsmöglichkeiten in Form von Cottage-Angeboten stehen in unterschiedlicher Qualität neben drei Hotels zur Verfügung.
Ein Anschluss mit öffentlichen Verkehrsmitteln ist nicht vorhanden.

## Mythos
Unter den Bewohnern von Hogsback findet sich der Glaube, dass der in Südafrika geborene britische Schriftsteller J. R. R. Tolkien (* 1892 in Bloemfontein) in der abgelegenen und etwas verwunschen wirkenden Berg- und Waldlandschaft bei Kindheitsbesuchen wesentliche Inspirationen für seinen Fantasy-Roman Der Herr der Ringe erhalten hat. Für diese Annahme sind keine Belege bekannt.
Tolkiens Mutter verließ mit ihren Kindern bereits im Jahr 1895 das heutige Südafrika und sie wuchsen in Großbritannien auf. Dort fand Tolkien fortan seinen beruflichen und familiären Lebensmittelpunkt. Der Vater starb, ein Jahr nachdem die Familie Südafrika verlassen hatte, und sie kehrte nicht wieder zurück. In den 1970er Jahren besuchte Tolkien das English Department der University of Cape Town.

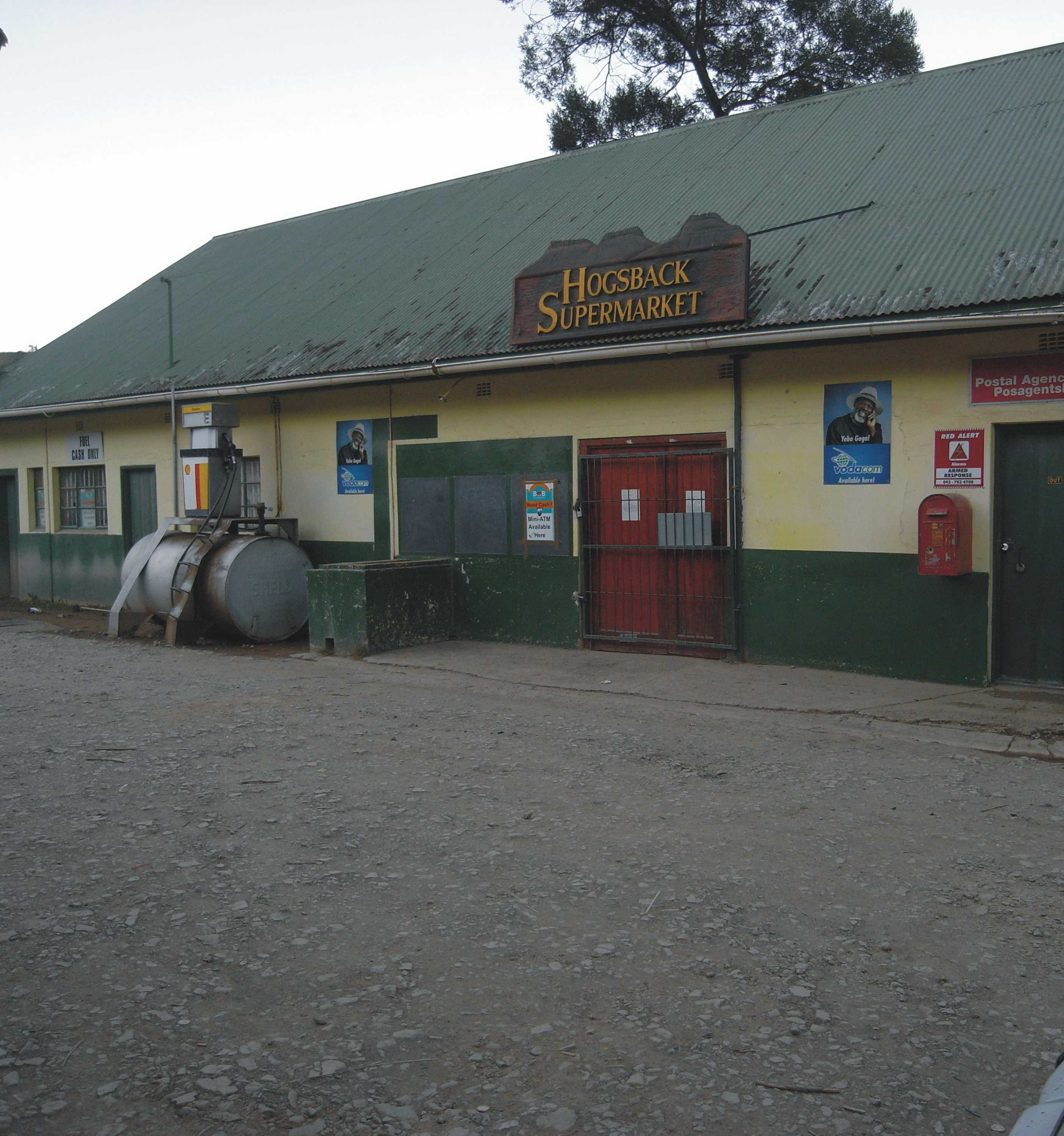
An der Hauptstraße

In Hinblick auf den Mythos ist aufschlussreich, dass Tolkiens 1937 erschienenes Jugendbuch Der Hobbit den Ursprung für die Namensgebung des 1947 errichteten Jugendcamps Hobbiton on Hogsback darstellt. In diesem Fantasyroman sind Hobbits kleine menschenähnliche Lebewesen, die sich gern verstecken.
Jack Press, der erste Leiter des Ferien- und Erholungslagers, las in den Nachkriegsjahren den hier weilenden Kindern Texte aus The Hobbit or There and Back Again vor. Seine Bemühungen können als erlebnispädagogisch begründetes Vorgehen betrachtet werden, jene Kinder durch spannende Jugendliteratur zu aktiver Erkundung der Berg- und Waldlandschaft von Hogsback zu begeistern.
Bei dem angenommenen inspirierenden Bezug von Hogsback für Tolkiens Werke handelt es sich um eine Legende. Tatsächlich ist von einer umgekehrten Wirkung auszugehen. Tolkiens Romane bezauberten einige Hogsback-Bewohner auf ungewöhnliche Weise. Mancher empfand diese schöne Landschaft des Eastern Cape in seinen Werken reflektiert und brachte durch den kolportierten Mythos die individuelle Wertschätzung für seine Romane zum Ausdruck.

## Personen in Hogsback
- Bride Dixon, erste zur Priesterin geweihte Südafrikanerin[5]
- Kenneth Hobart Houghton, Unternehmer (Wilson-Rowntree chocolate and sweet factory) und Erbauer der Kapelle St Patrick on the Hill in Hogsback[5]
- Monica Wilson (1908–1982), Anthropologin